# Fultondale (Alabama)
Fultondale es una ciudad ubicada en el condado de Jefferson en el estado estadounidense de Alabama. En el censo de 2000, su población era de 6595. 

## Demografía
En el 2000 la renta per cápita promedia del hogar era de $ 38.006$, y el ingreso promedio para una familia era de 44.073$. El ingreso per cápita para la localidad era de 18.656$. Los hombres tenían un ingreso per cápita de 33.447$ contra 25.700$ para las mujeres.

## Geografía
Fultondale está situado en 33°36′55″N 86°48′5″O / 33.61528, -86.80139 (33.615202, -86.801293).
Según la Oficina del Censo de los EE. UU., la ciudad tiene un área total de 12.25 millas cuadradas (31.73 km²).